# Amédée Renault-Morlière
Pour les articles homonymes, voir Renault-Morlière.
Amédée Renault-Morlière, né le 11 octobre 1839 à Ernée (Mayenne) et mort le 28 août 1907 à Ernée, est un Avocat et homme politique français, député de la Mayenne de 1876 à 1885 et de 1893 à 1906.

## Biographie
Il est issu d'une famille bourgeoise dont un ascendant a été administrateur de la Mayenne en 1793. Il est le fils d’Édouard Renault-Morlière, propriétaire et d'Adèle Leray-Prairie. Son père est pour Ernée, membre du comice agricole, conseiller général (1863-1871), et adjoint au maire. Son frère aîné est Édouard Renault-Morlière.
Amédée Renault-Morlière commence ses études au collège d'Ernée, puis rejoint en 1852 le lycée Napoléon. Élève brillant, il remporte plusieurs prix au Concours général. En 1870, après des études de droit, il devient avocat auprès du Conseil d'État et de la Cour de cassation. Cette nomination se fait grâce à Charles Goyet-Dubignon, ancien député républicain de la Mayenne en 1848, qui voit en lui son héritier politique, au point de lui léguer ses biens à sa mort en 1883.
Devenu maire d'Ernée, il devient conseiller général du canton d'Ernée en 1876 ; jusqu'à sa mort, il y occupe une place prépondérante.
Il est en faveur de l'instruction gratuite et obligatoire et se fait élire à la gauche républicaine aux Élections législatives de 1876. Il s'oppose alors à un autre républicain Henri Gandais, maire de Mayenne, et ancien candidat en 1871. Il l'emporte au second tour en arguant d'un esprit de modération et de conciliation. Lors de la crise du 16 mai 1877, il est un des signataires du manifeste des 363. Inscrit au Centre-Gauche, il devient secrétaire de la Chambre des Députés en 1877. Il est une cible de la Droite qui en fait l'archétype du républicain conservateur paralysé par la crainte niaise... de passer pour un allié de la Réaction. Le 16 mars 1880, lors du projet de loi relatif à la liberté de l'enseignement supérieur, le bourru bien-pensant de la coalition radicalo-socialiste prend la parole au nom du Centre-Gauche  pour plaider la plus grande modération.
Il est réélu à nouveau aux Élections législatives de 1881 contre Henri Gandais. Il est rallié à l'Union démocratique. Il échoue aux Élections législatives de 1885 et aux Élections législatives de 1889 devant Julien Bigot, ancien président de la Cour d'Angers. 
Il retrouve son siège aux Élections législatives de 1893 dans le 2e arrondissement de la Mayenne en l'emportant sur le comte André de Robien, légitimiste. Il soutint la politique gouvernementale de colonisation comme membre de la majorité opportuniste. À la législature de 1893, il se confirme à la chambre comme républicain de gouvernement et protectionniste, mais n'y a pas une grande activité. À celle de 1898, il fait partie de commission des douanes et de la commission du droit d'association. 
Il est réélu aux Élections législatives de 1902. Après 1902, il déposa de nombreuses proposition de loi d'intérêt local.
Les lois sur les congrégations retiennent son attention. Il participe à la discussion du projet de loi concernant les demandes en autorisation formulées par des congrégations enseignantes. Il se représente lors des Élections législatives de 1906, et perd contre Urbain de Hercé. Célibataire et sans enfants, il meurt à Ernée en offrant sa fortune 800 000 francs à plusieurs œuvres.

## Sources partielles
- « Amédée Renault-Morlière », dans Adolphe Robert et Gaston Cougny, Dictionnaire des parlementaires français, Edgar Bourloton, 1889-1891 [détail de l’édition]
- Archives départementales de la Mayenne, 3 M 374-481, 115 Q 68
- Notice dans Bulletin de la Commission historique et archéologique de la Mayenne, 1905, p. 17-21.